# Religion en Indonésie

Carte des religions en Indonésie.
Vert : islam.
Bleu : protestantisme.
Violet : catholicisme.
Orange : hindouisme.
Jaune : bouddhisme.

Le premier des Pancasila (« cinq principes ») qui constituent l'idéologie de l’État indonésien est la croyance en un Dieu unique. L'article 29 de la constitution de 1945 garantit la liberté de culte et n'accorde de préséance à aucune religion. D'ailleurs, la constitution ne fait référence à aucune religion en particulier.
Le gouvernement indonésien reconnaît six religions officielles :  l'islam, le protestantisme, le catholicisme, l'hindouisme, le bouddhisme et le confucianisme. La population est en majorité musulmane, mais contrairement à quelques autres pays, le code de lois ne se réfère pas explicitement à la charia, ou loi islamique. L'Indonésie est ainsi un exemple de sécularisme réussi incluant l'islam.
Comme l'affirme Joseph Yacoub, professeur de sciences politiques à l'Université catholique de Lyon, « les pays arabes s'honoreraient à inscrire dans leurs constitutions leur héritage pré-islamique à l'exemple de l'Indonésie qui était bouddhiste avant d'être musulmane. » 
L'Indonésie prône un islam épousant des valeurs de respect et d'ouverture. La religion y est considérée comme personnelle et n'est pas envisagée comme enjeu politique.
Les chrétiens, première minorité du pays représentant 10 % de la population, sont bien intégrés.
La devise nationale est d'ailleurs "Bhinneka tunggal ika" c'est-à-dire "Unité dans la diversité".
Jusqu'en 2015, il était cependant interdit d'être athée. Les Indonésiens étaient obligés de choisir l'une de ces six religions officielles pour remplir leur formulaire de demande de carte d'identité. Cette mention obligatoire avait été imposée par le Président Suharto (1966-1998) pour combattre le communisme. En effet, les communistes étant supposés athées, chaque Indonésien devait fournir la preuve qu’il appartenait à une religion.
Depuis 2000, il existait également une septième possibilité pour remplir le formulaire de demande de carte d'identité, avec l’intitulé « autre ».
Mais beaucoup de citoyens indonésiens se déclaraient musulmans, (l'islam étant la religion dominante), pour accéder à des emplois dans la fonction publique et à d’autres services dont ils étaient souvent écartés (soins, éducation...). Certaines minorités comme les chrétiens et les 200.000 Ahmadis  (minorité issue de l’islam et perçue comme hérétique) indonésiens se déclaraient ainsi musulmans pour échapper aux persécutions dans des régions fortement islamisées.
En mai 2015, Tjahjo Kumolo, Ministre de l’intérieur au sein du cabinet formé par le Président Joko Widodo, a supprimé l’obligation de mentionner l’appartenance religieuse sur la carte d’identité. Les indonésiens ont  désormais la possibilité de ne plus remplir la rubrique « religion » ou d'inscrire une religion non reconnue officiellement. Le Ministre a affirmé que l’Indonésie « protège les religions pour le bien du peuple, mais qu’il n’est ni un pays laïc, ni un pays fondé sur la religion ».
Cette tolérance possède quelques limites. Ainsi, le mariage civil est interdit. Les unions inter-religieuses sont proscrites,.
Selon le recensement officiel de 2010, 87,2 % des Indonésiens sont musulmans, 7 % protestants, 2,9 % catholiques, 1,7 % hindouistes, 1,3 % autres ou sans réponse, ce qui inclut le bouddhisme, le judaïsme et le christianisme orthodoxe et l'Animisme.

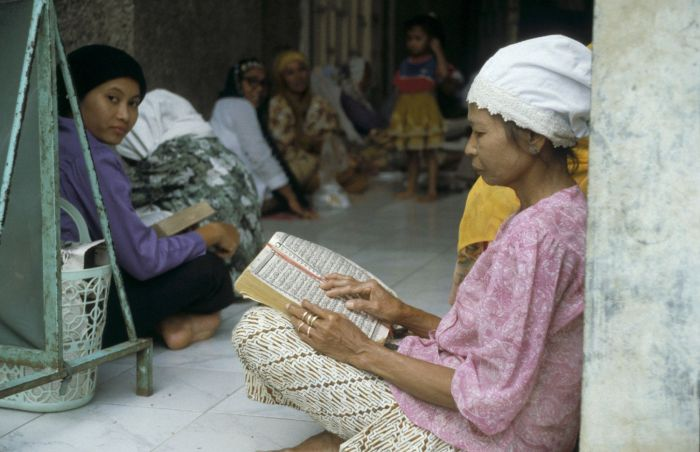
Une femme lit le Coran dans une mosquée de Semarang le premier jour du Ramadan 1993.

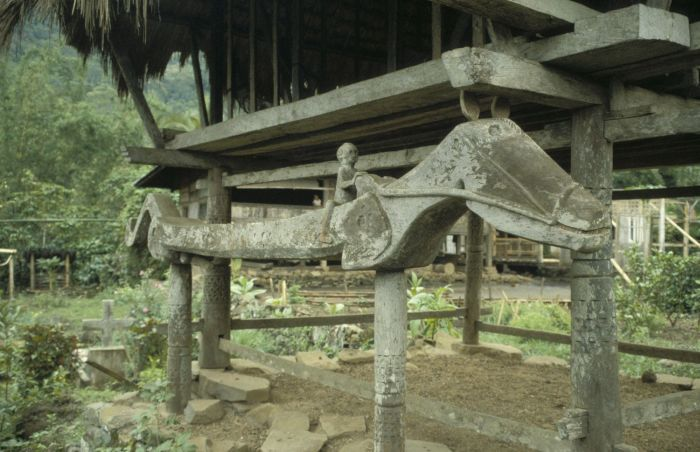
Maison des esprits à Florès, 1989.

## Évolution
Les données du tableau suivant présentent l'évolution de la proportion de personnes se déclarant d'un groupe religieux.
| Religion                | 2000   | 2010   | 2023   |
| Islam                   | 88,22% | 87,18% | 87,06% |
| Protestantisme          | 5,87%  | 6,96%  | 7,41%  |
| Catholicisme            | 3,05%  | 2,91%  | 3,06%  |
| Hindouisme              | 1,81%  | 1,69%  | 1,69%  |
| Bouddhisme              | 0,84%  | 0,72%  | 0,72%  |
| Confucianisme           |        | 0,05%  | 0,03%  |
| Autre                   |        | 0,13%  | 0,04%  |
| Non déclaré/non demandé | 0,20%  | 0,38%  |        |

Source : recensements démographiques de 2000, 2010 et 2023.
On peut remarquer qu'entre 2000 et 2010, la part des musulmans a légèrement décliné tandis que celle des protestants a augmenté de plus d'un point. Cela est dû au fait que les provinces à majorité protestante, comme la Papouasie ou la Papouasie occidentale ont une croissance démographique plus forte que la moyenne nationale.

## Les religions traditionnelles
Quelle que soit leur religion « officielle », les Indonésiens adhèrent souvent à des croyances et des pratiques antérieures à l'arrivée des « grandes » religions.
À Java, on trouve ainsi le kejawen ("javanisme") des Javanais et l' Agama Sunda Wiwitan des Soundanais de l'ouest de l'île. Dans l'île de Sulawesi, on peut citer la religion traditionnelle des Bugis et l'Aluk To Dolo des Toraja.

## Hindouisme et bouddhisme
Le bouddhisme et l’hindouisme ont été les religions officielles de nombreux royaumes dans l'archipel, où ils coexistaient. Aujourd'hui, il n'y a plus que dans l'île de Bali que l’hindouisme soit encore majoritaire. Il est aussi toujours présent dans certaines régions de Java, alors que les derniers princes hindous de Java se sont convertis à l'islam en 1770. Quant au bouddhisme, on le retrouve essentiellement chez les Indonésiens d'origine chinoise. Comme le régime de Soeharto ne reconnaissait pas le confucianisme comme religion et qu'il obligeait les Indonésiens à en mentionner une dans leur demande de carte d'identité, l'étiquette de "bouddhiste" permettait aux Chinois confucéens de remplir les formulaires. Il y a aussi des Javanais bouddhistes. Généralement, les Indonésiens, et surtout les Javanais restent attachés à la survivance de groupes Bouddhistes et Hindouistes en Indonésie, car ces derniers sont conscients que leurs ancêtres étaient Bouddhistes ou Hindouistes, et le respect des ancêtres, souvent le culte des ancêtres restent importants en Indonésie, même chez les Musulmans, car les Indonésiens restent attachés à leur histoire culturelle commune. Très souvent, les coutumes et le Folklore local sont des héritages de l'Hindouisme et du Bouddhisme.
On commence à avoir une idée des circonstances qui ont amené à l'adoption de concepts et de modèles culturels et religieux indiens par les Indonésiens. Le plus ancien vestige bouddhique trouvé en Indonésie est une statue de Bouddha en bronze de style Amaravati de l'ouest de l'île de Sulawesi datant du IIIe ou IVe siècle. À Sumatra même, on a trouvé plusieurs sites de vestiges bouddhiques dans la province de Riau, notamment à Muara Takus, et dans la province des îles Riau, une inscription sur l'île de Karimun. À Java, on trouve de nombreux monuments bouddhiques, dont le fameux Borobudur. Le Nagarakertagama, un poème épique écrit en 1365, dit du roi Hayam Wuruk de Majapahit qu'"il est Shiva et Bouddha".

## Islam

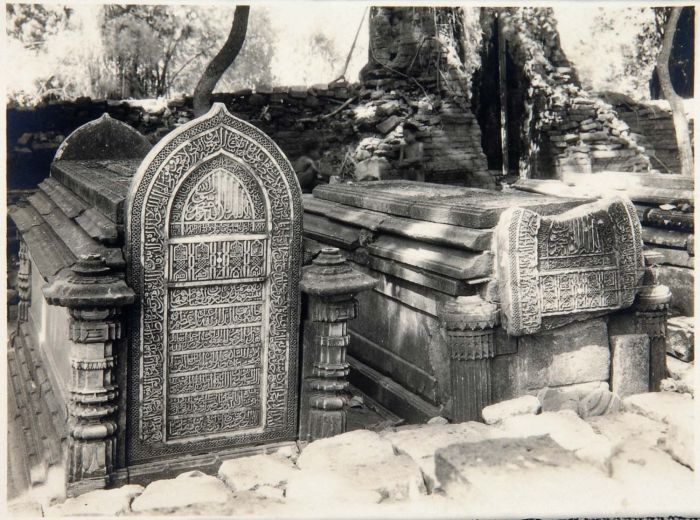
Tombe d'un des « Neuf Saints », Maulana Malik Ibrahim, mort en 1419, à Gresik (Java oriental) en 1932.

On ne peut pas dater l'arrivée de l'islam en Indonésie. Faisant escale dans le nord de Sumatra en 1292, Marco Polo note que le souverain local est musulman. Tomé Pires, qui vit à Malacca de 1512 à 1515, écrit que les princes de Sumatra sont tous musulmans.
Quand on parle de religion, il faut avoir à l'esprit que celle-ci est observée par les souverains et leur entourage immédiat. La population, notamment dans les campagnes, est imprégnée de croyances et pratique des rites antérieurs à l'arrivée du bouddhisme, de l'hindouisme et de l'islam. Dans le cas de l'islam, on voit qu'entre la date de 1082 pour la stèle de Leran et celle de 1770 pour la conversion du dernier prince hindou de Blambangan, sa diffusion est un long processus, d'autant plus qu'il y a toujours aujourd'hui des populations javanaises restées hindoues.

## Christianisme

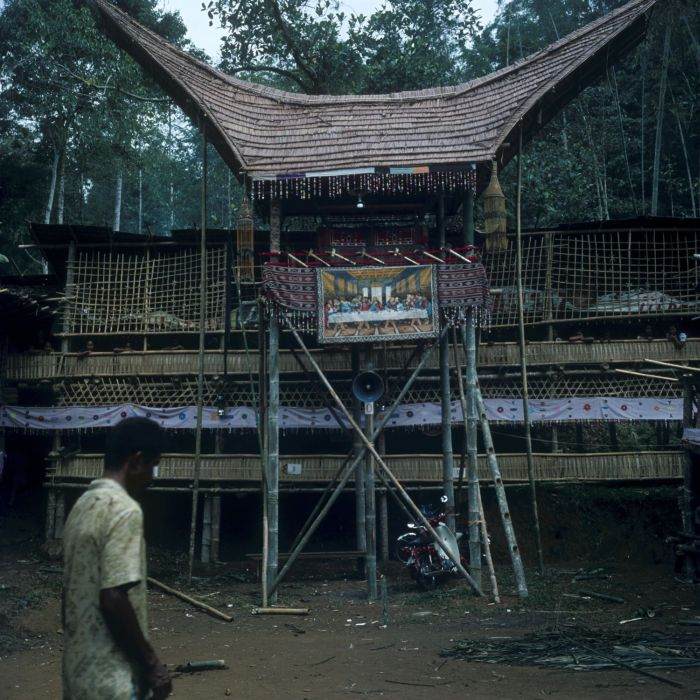
Funérailles d'un chef de village chrétien dans le Kabupaten de Tana Toraja aux Célèbes (1971). La bière est décorée d'une reproduction de La Cène de Léonard de Vinci.

La présence d'un évêché et d'une communauté de chrétiens nestoriens est attestée au VIIe siècle à Barus (côte occidentale de la province de Sumatra du Nord), mais il ne semble pas s'être maintenu. Le christianisme arrive vraiment avec les Européens aux XVIe et XVIIe siècles.

### Protestantisme
À Java, les chrétiens sont surtout dans les villes, où résident les Hollandais. Au cours du XIXe siècle, des Javanais diffusent un christianisme rural lié au défrichement dans une île encore couverte de forêts.

### Christianisme évangélique
L’Union des églises baptistes indonésiennes, une confession chrétienneévangélique baptiste, a été officiellement fondée en 1973 . En 2017, elle comptait 648 églises et 45,450 membres .
L'Église indonésienne Bethel, une confession chrétienne évangélique pentecôtiste, membre de l’Église de Dieu (Cleveland), a été fondée en 1952 à Sukabumi. En 2012, elle compterait 5,000 églises, 3 millions de membres dans le pays et 100,000 à l’étranger .

## Confucianisme
Un décret présidentiel émis par Gus Dur en 2000 a également annulé l'interdiction de la pratique du confucianisme et l'a reconnu comme religion. Le Nouvel An chinois (Imlek) est désormais un jour férié reconnu en Indonésie.

## Autres religions et cultes
Il n'existe plus de synagogue en Indonésie, la dernière - la synagogue de Surabaya - ayant été détruite en 2013. Une petite communauté juive d'origine irakienne survivait autour d'elle. Il existe néanmoins une petite communauté juive à Jakarta.
Le Falun gong aurait entre 2 000 et 3 000 adeptes, dont plus de 1 000 dans la seule Yogyakarta. Ses représentants affirment que certaines activités du groupe seraient légèrement gênées en raison de pressions externes.

## Athéisme
Le droit de ne pas avoir de religion n'est pas reconnu en Indonésie.
Toute personne critiquant ou contestant l'une des religions reconnues, et diffusant cette critique, encourt jusqu'à onze ans de prison. Chaque personne doit faire figurer sa religion sur sa carte d'identité. Attention : dans l'introduction de cet article, il est spécifié que cette obligation a été annulée en 2015. L'obligation d'être croyant est « le premier pilier de la philosophie d'État en Indonésie - pancasila ». Endy Bayuni, rédacteur en chef du Jakarta Post, rapporte que l'obligation légale imposée à chacun d'être croyant a été incorporée à la constitution dans les années 1940, lors de la lutte contre une insurrection communiste. L'athéisme est ensuite réprimé sous le régime du Président Suharto (1967-1998), « qui traita l'athéisme comme ennemie de l'État » en l'assimilant au communisme. Les athées doivent alors se déclarer officiellement membres d'une religion pour échapper aux persécutions.
En juin 2012, pour la première fois, un athée, Alexander Aan, est condamné à deux ans et demi de prison ferme pour avoir publié des messages athées sur Facebook, et pour avoir invité les croyants à en débattre avec lui,. Amnesty International décrit alors Aan comme un prisonnier d'opinion, et demande sa libération immédiate. Globalement, l'Athéisme, et l'Agnosticisme concernent entre 1 et 2 % de la population Indonésienne. Les Indonésiens originaires de Chine sont proportionnellement les plus nombreux, vu l'influence de la Chine populaire communiste sur l'archipel. On trouve des Athées et des Agnostiques en Indonésie surtout dans les grandes villes.

## Répartition parprovince
| Provinces                   | Islam       | Islam  | Protestantisme | Protestantisme | Catholicisme | Catholicisme | Hindouisme | Hindouisme | Bouddhisme | Bouddhisme | Confucianisme | Confucianisme | Autres | Autres |
| Provinces                   | Pop.        | %      | Pop.           | %              | Pop.         | %            | Pop.       | %          | Pop.       | %          | Pop.          | %             | Pop.   | %      |
| --------------------------- | ----------- | ------ | -------------- | -------------- | ------------ | ------------ | ---------- | ---------- | ---------- | ---------- | ------------- | ------------- | ------ | ------ |
| Aceh                        | 5 438 906   | 98,61% | 63 997         | 1,16%          | 5 913        | 0,11%        | 96         | 0,00%      | 6 672      | 0,12%      | 0             | 0,00%         | 255    | 0,00%  |
| Sumatra du Nord             | 10 334 224  | 66,79% | 4 105 365      | 26,53%         | 661 375      | 4,27%        | 15 911     | 0,10%      | 348 880    | 2,25%      | 917           | 0,01%         | 4 910  | 0,03%  |
| Sumatra occidental          | 5 610 761   | 97,57% | 87 823         | 1,53%          | 48 104       | 0,84%        | 87         | 0,00%      | 3 286      | 0,06%      | 7             | 0,00%         | 258    | 0,00%  |
| Riau                        | 5 973 722   | 87,06% | 673 174        | 9,81%          | 74 480       | 1,09%        | 747        | 0,01%      | 135 953    | 1,98%      | 2 129         | 0,03%         | 1 032  | 0,02%  |
| Jambi                       | 3 574 753   | 95,07% | 126 191        | 3,36%          | 21 815       | 0,58%        | 527        | 0,01%      | 33 904     | 0,90%      | 737           | 0,02%         | 2 348  | 0,06%  |
| Sumatra du Sud              | 8 642 068   | 97,21% | 86 346         | 0,97%          | 50 554       | 0,57%        | 43 198     | 0,49%      | 67 517     | 0,76%      | 171           | 0,00%         | 59     | 0,00%  |
| Bengkulu                    | 2 050 109   | 97,71% | 33 510         | 1,60%          | 8 119        | 0,39%        | 4 202      | 0,20%      | 2 061      | 0,10%      | 9             | 0,00%         | 79     | 0,00%  |
| Lampung                     | 8 700 424   | 96,12% | 122 060        | 1,35%          | 77 208       | 0,85%        | 126 983    | 1,40%      | 23 892     | 0,26%      | 130           | 0,00%         | 762    | 0,01%  |
| Bangka Belitung             | 1 375 701   | 90,40% | 32 063         | 2,11%          | 19 552       | 1,28%        | 1 268      | 0,08%      | 62 363     | 4,10%      | 29 910        | 1,97%         | 866    | 0,06%  |
| Îles Riau                   | 1 708 333   | 78,41% | 261 481        | 12,00%         | 56 483       | 2,59%        | 898        | 0,04%      | 147 887    | 6,79%      | 3 204         | 0,15%         | 324    | 0,01%  |
| Jakarta                     | 9 213 730   | 83,67% | 945 089        | 8,58%          | 432 086      | 3,92%        | 20 216     | 0,18%      | 399 005    | 3,62%      | 1 483         | 0,01%         | 253    | 0,00%  |
| Banten                      | 11 823 585  | 94,82% | 328 432        | 2,63%          | 151 301      | 1,21%        | 8 652      | 0,07%      | 146 285    | 1,17%      | 2 512         | 0,02%         | 9 230  | 0,07%  |
| Java occidental             | 48 581 396  | 97,36% | 883 850        | 1,77%          | 303 633      | 0,61%        | 17 356     | 0,03%      | 98 232     | 0,20%      | 12 250        | 0,02%         | 3 275  | 0,01%  |
| Java central                | 37 116 014  | 97,35% | 594 141        | 1,56%          | 343 207      | 0,90%        | 14 118     | 0,04%      | 50 201     | 0,13%      | 1 317         | 0,00%         | 6 193  | 0,02%  |
| Yogyakarta                  | 3 460 903   | 92,98% | 89 956         | 2,42%          | 164 690      | 4,42%        | 3 370      | 0,09%      | 2 969      | 0,08%      | 60            | 0,00%         | 348    | 0,01%  |
| Java oriental               | 40 512 073  | 97,28% | 679 823        | 1,63%          | 273 959      | 0,66%        | 104 658    | 0,25%      | 69 158     | 0,17%      | 2 002         | 0,00%         | 2 426  | 0,01%  |
| Bali                        | 441 454     | 10,16% | 74 304         | 1,71%          | 36 522       | 0,84%        | 3 761 992  | 86,59%     | 29 585     | 0,68%      | 587           | 0,01%         | 110    | 0,00%  |
| NTB                         | 5 445 137   | 96,90% | 13 781         | 0,25%          | 10 243       | 0,18%        | 133 178    | 2,37%      | 17 043     | 0,30%      | 46            | 0,00%         | 22     | 0,00%  |
| NTT                         | 529 807     | 9,45%  | 2 028 057      | 36,16%         | 3 013 820    | 53,73%       | 5 413      | 0,10%      | 387        | 0,01%      | 19            | 0,00%         | 31 546 | 0,56%  |
| Kalimantan occidental       | 3 359 978   | 60,46% | 648 321        | 11,67%         | 1 227 718    | 22,09%       | 2 700      | 0,05%      | 301 196    | 5,42%      | 16 496        | 0,30%         | 868    | 0,02%  |
| Kalimantan central          | 2 047 295   | 74,36% | 457 999        | 16,64%         | 92 758       | 3,37%        | 151 131    | 5,49%      | 2 931      | 0,11%      | 189           | 0,01%         | 746    | 0,03%  |
| Kalimantan du Sud           | 4 108 232   | 97,02% | 56 687         | 1,34%          | 23 711       | 0,56%        | 24 158     | 0,57%      | 12 060     | 0,28%      | 183           | 0,00%         | 9 183  | 0,22%  |
| Kalimantan oriental         | 3 502 646   | 87,40% | 300 588        | 7,50%          | 179 672      | 4,48%        | 8 702      | 0,22%      | 15 497     | 0,39%      | 360           | 0,01%         | 271    | 0,01%  |
| Kalimantan du Nord          | 548 332     | 73,36% | 145 262        | 19,44%         | 49 208       | 6,58%        | 344        | 0,05%      | 4 038      | 0,54%      | 148           | 0,02%         | 83     | 0,01%  |
| Sulawesi du Nord            | 847 968     | 31,87% | 1 672 363      | 62,86%         | 118 965      | 4,47%        | 15 734     | 0,59%      | 3 718      | 0,14%      | 420           | 0,02%         | 1 247  | 0,05%  |
| Gorontalo                   | 1 213 059   | 98,05% | 17 793         | 1,44%          | 1 180        | 0,10%        | 4 199      | 0,34%      | 937        | 0,08%      | 3             | 0,00%         | 14     | 0,00%  |
| Sulawesi central            | 2 496 568   | 79,14% | 508 748        | 16,13%         | 28 942       | 0,92%        | 112 517    | 3,57%      | 4 202      | 0,13%      | 22            | 0,00%         | 3 500  | 0,11%  |
| Sulawesi occidental         | 1 216 968   | 83,89% | 192 930        | 13,30%         | 15 731       | 1,08%        | 19 098     | 1,32%      | 402        | 0,03%      | 3             | 0,00%         | 5 525  | 0,38%  |
| Sulawesi du Sud             | 8 474 724   | 90,15% | 689 624        | 7,34%          | 150 195      | 1,60%        | 63 560     | 0,68%      | 19 853     | 0,21%      | 67            | 0,00%         | 2 260  | 0,02%  |
| Sulawesi du Sud-Est         | 2 638 449   | 95,81% | 45 328         | 1,65%          | 16 633       | 0,60%        | 51 951     | 1,89%      | 1 300      | 0,05%      | 8             | 0,00%         | 38     | 0,00%  |
| Moluques du Nord            | 1 020 356   | 74,75% | 336 800        | 24,67%         | 7 556        | 0,55%        | 108        | 0,01%      | 143        | 0,01%      | 122           | 0,01%         | 6      | 0,00%  |
| Moluques                    | 1 007 051   | 52,67% | 757 612        | 39,63%         | 130 987      | 6,85%        | 7 510      | 0,39%      | 368        | 0,02%      | 58            | 0,00%         | 8 357  | 0,44%  |
| Papouasie du Sud-Ouest      | 232 720     | 37,95% | 335 284        | 54,68%         | 43 923       | 7,16%        | 602        | 0,10%      | 611        | 0,10%      | 18            | 0,00%         | 22     | 0,00%  |
| Papouasie occidentale       | 215 539     | 38,09% | 301 369        | 53,26%         | 48 012       | 8,49%        | 594        | 0,10%      | 268        | 0,05%      | 2             | 0,00%         | 21     | 0,00%  |
| Papouasie centrale          | 162 796     | 12,00% | 930 206        | 68,55%         | 262 528      | 19,35%       | 956        | 0,07%      | 358        | 0,03%      | 26            | 0,00%         | 201    | 0,01%  |
| Papouasie                   | 317 805     | 29,28% | 702 479        | 64,73%         | 61 953       | 5,71%        | 1 396      | 0,13%      | 1 599      | 0,15%      | 7             | 0,00%         | 42     | 0,00%  |
| Papouasie des hautes terres | 26 850      | 1,83%  | 1 325 226      | 90,49%         | 109 945      | 7,51%        | 177        | 0,01%      | 50         | 0,00%      | 3             | 0,00%         | 2 215  | 0,15%  |
| Papouasie méridionale       | 145 672     | 27,28% | 122 523        | 22,95%         | 264 916      | 49,62%       | 561        | 0,11%      | 217        | 0,04%      | 3             | 0,00%         | 18     | 0,00%  |
| Indonésie                   | 244 116 108 | 87,06% | 20 776 585     | 7,41%          | 8 587 597    | 3,06%        | 4 728 868  | 1,69%      | 2 015 028  | 0,72%      | 75 628        | 0,03%         | 98 913 | 0,04%  |